# Eleições municipais em João Pessoa em 1988
As eleições municipais em João Pessoa em 1988 ocorreram em 15 de novembro, como parte das eleições municipais em 24 estados brasileiros e nos  territórios federais do Amapá e Roraima. Neste caso foram eleitos o prefeito Wilson Braga, o vice-prefeito Carlos Mangueira e 19 vereadores.
Nascido em Conceição, Wilson Braga presidiu a Casa do Estudante de João Pessoa e foi secretário de relações internacionais da União Nacional dos Estudantes numa época onde era ligado ao PCB e fez amizade com Enrico Berlinguer, futuro secretário-geral do Partido Comunista Italiano. Advogado formado pela Universidade Federal da Paraíba, elegeu-se deputado estadual pela UDN em 1954, amargou uma suplência no pleito seguinte, mas conquistou um novo mandato via PSB em 1962. Quando o Regime Militar de 1964 impôs o bipartidarismo em 1965, seguiu rumo à ARENA e foi eleito deputado federal em 1966, 1970, 1974 e 1978. Após mudar para o PDS, elegeu-se governador da Paraíba pelo PDS em 1982 e apoiou Paulo Maluf na eleição presidencial indireta de 1985. Quando a Nova República foi instaurada, mudou para o PFL e embora tenha perdido a eleição para senador em 1986, foi eleito prefeito de João Pessoa em 1988 sob circunstâncias familiares incomuns. Renunciou ao cargo para lutar pelo governo estadual via PDT em 1990, mas foi derrotado por Ronaldo Cunha Lima.
Natural do Rio de Janeiro, o economista Carlos Mangueira formou-se pela Universidade Federal da Paraíba em 1969, tornou-se professor da mesma via concurso público em 1976 e especializou-se em Engenharia de Produção na referida instituição em 1980. Sua carreira política começou ao eleger-se vereador em João Pessoa via ARENA em 1968, chegando à presidência da Câmara Municipal. Em 1973 assumiu a secretaria-geral da prefeitura de Santa Rita na gestão Antônio Joaquim de Morais e foi secretário municipal de Educação sob o prefeito Hermano Almeida, em João Pessoa. Integrante do PDS, elegeu-se vereador na capital paraibana em 1982, afastando-se do mandato para ocupar o cargo de secretário de Administração no governo Wilson Braga, a quem serviu interinamente na condição de secretário de Governo e depois chefe da Casa Civil. Em 1988 estava no PFL e foi eleito vice-prefeito de João Pessoa na chapa de Wilson Braga, sendo efetivado quando o titular renunciou a fim de disputar o governo da Paraíba, em 1990.

## Resultado da eleição para prefeito
Foram apurados 147.799 votos nominais (80,33%), 21.010 votos em branco (11,42%) e 15.190 votos nulos (8,25%), resultando no comparecimento de 183.999 eleitores.
| Candidatos a prefeito de João Pessoa | Candidatos a vice-prefeito | Número | Coligação            | Votação | Percentual |
| ------------------------------------ | -------------------------- | ------ | -------------------- | ------- | ---------- |
| Wilson Braga PFL                     | Carlos Mangueira PFL       | 25     | PFL (sem coligação)  | 77.377  | 52,35%     |
| João da Mata PDC                     | Mário Costa PDC            | 17     | PDC (sem coligação)  | 28.183  | 19,07%     |
| Haroldo Lucena PMDB                  | Luciano Mariz PMDB         | 15     | PMDB (sem coligação) | 25.397  | 17,18%     |
| Carlos Bezerra PT                    | Fernando Borges PT         | 13     | PT (sem coligação)   | 7.597   | 5,14%      |
| Hermano de Almeida PTB               | Aluísio Monteiro PTB       | 14     | PTB (sem coligação)  | 6.632   | 4,49%      |
| Antônio Arroxelas PDT                | Simão Almeida PCdoB        | 12     | PDT, PCdoB           | 2.106   | 1,43%      |
| Jaemio Ferreira PV                   | Celiane Lemos PV           | 43     | PV (sem coligação)   | 507     | 0,34%      |
| Fontes:                              |                            |        |                      |         |            |

## Resultado da eleição para vereador
| Vereadores de João Pessoa | Partido | Votação | Percentual | Cidade onde nasceu | Unidade federativa  |
| Delosmar Júnior           | PMDB    | 4.150   | 2,89%      |                    |                     |
| Pedro Alberto Coutinho    | PDS     | 2.294   | 1,60%      | João Pessoa        | Paraíba             |
| Luiz da Silva             | PDS     | 2.185   | 1,52%      | Natal              | Rio Grande do Norte |
| Nivaldo Manoel            | PFL     | 1.973   | 1,37%      | João Pessoa        | Paraíba             |
| Genivaldo Fausto          | PDS     | 1.725   | 1,20%      | Pilar              | Paraíba             |
| Alcides Cavalcanti        | PMDB    | 1.717   | 1,19%      | João Pessoa        | Paraíba             |
| Carlos Gláucio            | PL      | 1.716   | 1,19%      | Campina Grande     | Paraíba             |
| Fabiano Vilar             | PDS     | 1.706   | 1,19%      | Taperoá            | Paraíba             |
| Heraldo Teixeira          | PFL     | 1.600   | 1,11%      | João Pessoa        | Paraíba             |
| Francisco Barreto         | PMDB    | 1.598   | 1,11%      | Campina Grande     | Paraíba             |
| Cardivando de Oliveira    | PDS     | 1.531   | 1,06%      | João Pessoa        | Paraíba             |
| Ricardo Burity            | PMDB    | 1.441   | 1,00%      | João Pessoa        | Paraíba             |
| Gama                      | PMDB    | 1.435   | 1,00%      |                    |                     |
| Potengi Lucena            | PMDB    | 1.414   | 0,98%      | João Pessoa        | Paraíba             |
| Severino Ramos            | PDT     | 1.280   | 0,89%      |                    |                     |
| Paulo Gadelha             | PFL     | 1.255   | 0,87%      |                    |                     |
| Derly                     | PT      | 1.101   | 0,77%      |                    |                     |
| Renô Macaúbas             | PCdoB   | 1.033   | 0,72%      | Sapé               | Paraíba             |
| Durval Ferreira           | PL      | 1.023   | 0,71%      | João Pessoa        | Paraíba             |
| Fontes:                   |         |         |            |                    |                     |